# ヴィデオ
「ヴィデオ」は大久保海太通算2枚目のシングル。1999年6月19日発売。発売元はアンティノス・レコード。

## 解説
エレクトリック・ギターのソロから始まるロック・ナンバー。CD帯のコピーはないが、本楽曲の歌詞の冒頭部分がそのまま記載されている。
カップリング曲の「黒髪」はファンのあいだで人気の高いナンバーで、ライヴで歌ってほしい曲をファンに募った際、1位になったことがある。なお大久保自身はリリース当時、金髪がトレードマークのひとつであった。
CDパッケージでの販売は終了しているが、音楽配信サービスでの購入が可能（2008年現在）。

## ミュージック・ビデオ
前作「パンチ」（1999年4月21日）同様たくさんの若者のエキストラが出演し、倉庫で撮影されたミュージック・ビデオが制作された。のちにMusic Video集『タンバリン』（2000年3月23日）に収録。

## 収録曲
※編曲者の表記はなし。
作詞・作曲:大久保海太
1. ヴィデオ （3:54）
2. 黒髪 （5:16）

## 関連作品
- ヴィデオ
  - リン
  - DIVE - シークレット・トラックでライヴ音源が4曲目に収録されている[1]。
- 黒髪
  - ANTHOLOGY 1（再録）